# アルヴォ・ペルト
アルヴォ・ペルト（Arvo Pärt, 1935年9月11日 - ）は、エストニア生まれの作曲家。しばしばミニマリズムの楽派に属する一人とされる。

## 人物
イェルヴァ県パイデ出身。ペルトの音楽教育は7歳より開始され、14、5歳の頃には既に作曲をしていた。タリン音楽院（現：エストニア音楽アカデミー）で作曲の勉強をしている彼について同級生は、まったく多作で、袖を振るだけでNote（音符）が落ちてくるようだったと発言している。ソヴィエト連邦外部からの音楽的影響は皆無に等しく、入手可能なものと言えばせいぜい非合法のテープとスコア程度だった。
ペルトの生まれた頃、エストニアは独立共和国として黎明期であったにもかかわらず、独ソ不可侵条約のため、1940年にはソヴィエト連邦の勢力下に置かれてしまう。その後、エストニアはナチス・ドイツの支配下になった一時期を除けば、54年間ソヴィエト連邦の一部のままにあった。
1957年にタリン音楽院に進んで作曲を勉強するだけでなく、1968年までエストニア放送のレコーディングエンジニアの仕事をした。1961年オラトリオ『世界の歩み』により、モスクワで開催された全ソ連青少年作曲コンクールで優勝を果たした。
1979年に家族とともに国を出てオーストリアのウィーンに移住、市民権を獲得する。1982年にはベルリンを拠点に活躍した。

## 作風
ペルトの作品は、一般的に2つの年代に分けられる。初期の作品群は、ドミートリイ・ショスタコーヴィチやセルゲイ・プロコフィエフ、ベーラ・バルトークの影響下にある厳格な新古典主義の様式から、アルノルト・シェーンベルクの十二音技法やミュージック・セリエルにまで及ぶ。しかしそれはソヴィエト政府の憤怒を買うばかりでなく、独創性の発展において行き止まりであることを示していた。ペルトの伝記作家ポール・ヒリアーは次のように書いている。
「意思表示する方法は数多あるけれど、その中で作曲という行為が最も無能で役に立たないという究極的絶望に彼は辿り着いた。音楽に対する信頼も、音符一つ書く力さえも失ったようだった。」
この時期には過渡的作品である交響曲第3番が作曲されているからである。この袋小路を抜け出す術として、彼は「西洋音楽の根源への実質上の回帰」を見出し、古楽に没頭した。単旋聖歌やグレゴリオ聖歌、ルネサンス期における多声音楽の出現などを研究すると同時に、宗教の探究や正教会への入信をも行った。
この時期以降に出現する音楽は、以前のそれとは根本的に相違するものであった。ペルトはそれをティンティナブリの様式（以下「ティンティナブリ」）と呼んでいる（ティンティナブリは「鈴声」の意）。この音楽を特徴付ける性質として、簡素な和声がある。非装飾音符や三和音がしばしば用いられ、それらは西洋音楽の根柢を成すものである。この様式は、ティンティナブリという名前の所以である「鈴の鳴るさま」を髣髴させる。ティンティナブリはやはり単純なリズムを持ち、テンポは常に一定を保つ。古楽の影響は明瞭である。同時期の作品におけるもう一つの特徴として、宗教的なテクストが作品中でしばしば用いられるものの、そのほとんどの場合において、母国語であるエストニア語の代わりにラテン語またはスラヴ系の正教会の奉神礼に使われる教会スラヴ語が用いられていることが挙げられる。
ペルトはこのティンティナブリ以降の諸作品によって最もよく知られ、絶大な人気を博している。
数々の賞を受賞しており、日本においては2014年に高松宮殿下記念世界文化賞受賞のために来日した。

## 主要作品
- パルティータ（1959年）
- カンタータ「私たちの庭」（1962年）

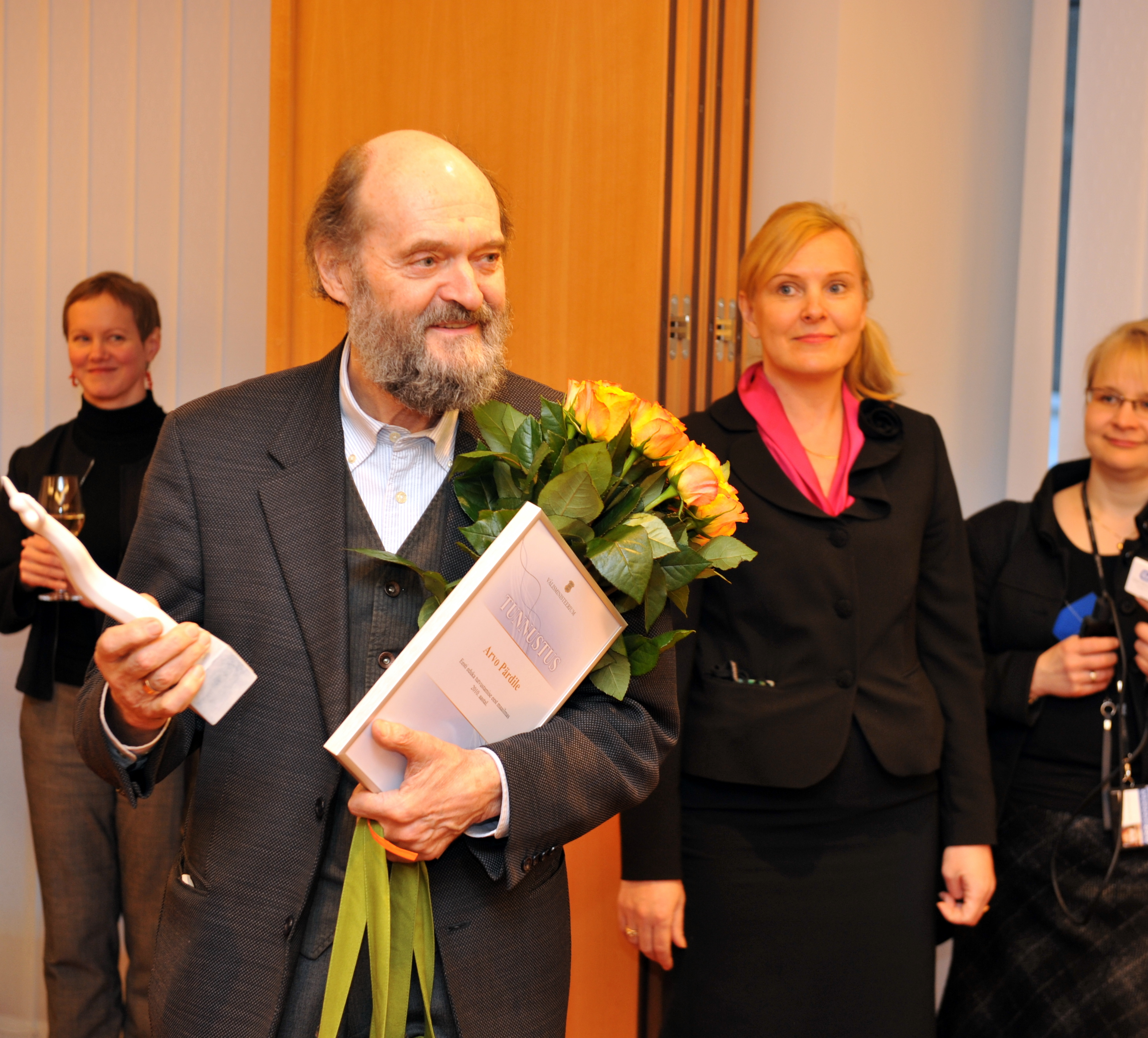
アルヴォ・ペルト（2011年）

- 交響曲第1番『ポリフォニック』（1963年）
- 無窮動（1963年）
- ソルフェッジョ（1963年）
- B-A-C-H主題によるコラージュ（1964年）
- 交響曲第2番（1966年）
- チェロ協奏曲『賛と否』（1966年）
- クレド（1968年）
- 交響曲第3番（1971年）
- 私達はバビロンの河のほとりに座し、涙した（1976年）
- アリーナのために―アリヌシュカの癒しにもとづく変奏曲（1976年）
- パリ・インテルヴァロ（1976年）
- トリヴィウム（1976年）
- サラは90歳だった（1976年）
- アルボス（1977年）
- フラトレス（1977年）
- カントゥス―ベンジャミン・ブリテンの思い出に（1977年）
- タブラ・ラサ（1977年）
- ミサ・シラビカ（1977年）
- 鏡の中の鏡（1978年）
- スンマ（1978年）
- デ・プロフンディス（深き淵より）（1980年）
- ヨハネ受難曲（1982年）
- 巡礼の歌（1984年）
- スターバト・マーテル（1985年）
- テ・デウム（1985年）
- フェスティーナ・レンテ（1988年）
- わが道（1988/89年）
- マニフィカト（1989年）
- ミゼレーレ（1989年）
- ベルリン・ミサ（1990年）
- シルーアンの歌（1991年）
- 弦楽合奏のための聖三祝文（トリサギオン）（1992年）
- さて、あるパリサイ人が（1992年）
- 連祷（リタニ）（1994年）
- 痛悔のカノン全曲（1997年・第9歌頌のみ1989年、正教会聖歌・無伴奏声楽、教会スラヴ語、詞はクリトのアンドレイによる）
- 四部合唱のための三歌斎経（1998年、正教会聖歌・無伴奏声楽、英語）
- 水を求める鹿のように（1998年）
- 東洋と西洋（2000年）
- チェチーリア、ローマの乙女(2000年)
- ヌンク・ディミティス(2001年)
- ラメンターテ（2002年）
- イン・プリンチピオ（はじめに）（2003年）
- 主よ、平和を与えたまえ（2004年）
- ダ・パーチェム・ドミネ（2004年）
- 聖骸布（2005年）
- レンナルトの追憶に（2006年）
- 交響曲第4番『ロサンゼルス』（2008年）